# 진시영
진시영(陳時暎, 1989년 9월 9일 ~ )은 대한민국의 바둑 기사이다.

## 약력
허장회 바둑도장 출신으로 2000년 전남도지사배와 이붕배 을조에서 우승했다. 2001년 이창호배 어린이 최강부 4위에 올랐으며 2004년 제98회 입단대회를 통해 입단했다. 2012년 5단을 거쳐 2014년 4월 6단으로 승단하였다. 2017년 제36회 KBS바둑왕전 본선과 KB국민은행 바둑리그 본선에 각각 진출했다. 2020년 8단을 거쳐 2022년 9단으로 승단했다.